# Open Città della Disfida
O Open Barletta é uma competição de tênis masculino, válido pelo ATP Challenger Tour, realizado em piso de saibro, no Circolo Tennis Barletta, em Barletta, Itália, desde 1997.

## Edições

### Simples
| Ano       | Campeão                | Vice-Campeão               | Placar                     |
| --------- | ---------------------- | -------------------------- | -------------------------- |
| 2021      | Giulio Zeppieri        | Flavio Cobolli             | 6–1, 3–6, 6–3              |
| 2020      | Não realizado          | Não realizado              | Não realizado              |
| 2019      | Gianluca Mager         | Nikola Milojević           | 7–6(9–7), 5–7, 3–2 ret.    |
| 2018      | Marco Trungelliti      | Simone Bolelli             | 2–6, 7–6(7–4), 6–4         |
| 2017      | Aljaž Bedene           | Gastão Elias               | 7–6(7–4), 6–3              |
| 2016      | Elias Ymer             | Adam Pavlásek              | 7–5, 6–4                   |
| 2013–2015 | Não realizado          | Não realizado              | Não realizado              |
| 2012      | Aljaž Bedene           | Potito Starace             | 6–2, 6–0                   |
| 2011      | Aljaž Bedene           | Filippo Volandri           | 7–5, 6–3                   |
| 2010      | Pere Riba              | Steve Darcis               | 6–3, ret.                  |
| 2009      | Ivo Minář              | Santiago Ventura           | 6–4, 6–3                   |
| 2008      | Mikhail Kukushkin      | Boris Pašanski             | 6–3, 6–4                   |
| 2007      | Carlos Berlocq         | Werner Eschauer            | 3–6, 7–6(9-7), 2–0 retired |
| 2006      | Jan Hájek              | Stefano Galvani            | 6–2, 6–1                   |
| 2005      | Richard Gasquet        | Alessio di Mauro           | 6–3, 7–6(8-6)              |
| 2004      | Nicolás Almagro        | Tomás Behrend              | 7–5, 6–2                   |
| 2003      | Rafael Nadal           | Albert Portas              | 6–2, 7–6(7-2)              |
| 2002      | Sergi Bruguera         | Renzo Furlan               | 3–6, 7–6(7-5), 7–6(7-5)    |
| 2001      | Félix Mantilla         | Markus Hipfl               | 6–3, 1–0 retired           |
| 2000      | Germán Puentes-Alcaniz | Tommy Robredo              | 6–4, 7–6(7-3)              |
| 1999      | Jacobo Díaz-Ruíz       | Guillermo Cañas            | 6–7(6-8), 6–0, 6–3         |
| 1998      | Francisco Cabello      | Salvador Navarro-Gutierrez | 6–4, 6–4                   |
| 1997      | Carlos Costa           | Davide Sanguinetti         | 6–3, 6–2                   |

### Duplas
| Ano       | Campeões                               | Vice-Campeões                           | Placar                |
| --------- | -------------------------------------- | --------------------------------------- | --------------------- |
| 2021      | Marco Bortolotti Cristian Rodríguez    | Gijs Brouwer Jelle Sels                 | 6–2, 6–4              |
| 2020      | Não realizado                          | Não realizado                           | Não realizado         |
| 2019      | Denys Molchanov Igor Zelenay           | Tomislav Brkić Tomislav Draganja        | 7–6(7–1), 6–4         |
| 2018      | Denys Molchanov Igor Zelenay           | Ariel Behar Máximo González             | 6–1, 6–2              |
| 2017      | Marco Cecchinato Matteo Donati         | Marin Draganja Tomislav Draganja        | 6–3, 6–4              |
| 2016      | Johan Brunström Andreas Siljeström     | Flavio Cipolla Rogério Dutra Silva      | 0–6, 6–4, [10–8]      |
| 2013–2015 | Não realizado                          | Não realizado                           | Não realizado         |
| 2012      | Johan Brunström Dick Norman            | Jonathan Marray Igor Zelenay            | 6–4, 7–5              |
| 2011      | Lukáš Rosol Igor Zelenay               | Martin Fischer Andreas Haider-Maurer    | 6–3, 6–2              |
| 2010      | David Marrero Santiago Ventura         | Ilija Bozoljac Daniele Bracciali        | 6–3, 6–3              |
| 2009      | Santiago Ventura Rubén Ramírez Hidalgo | Pablo Cuevas Luis Horna                 | 7–6(7-1), 6–2         |
| 2008      | Flavio Cipolla Marcel Granollers       | Oliver Marach Michal Mertiňák           | 6–3, 2–6, [11–9]      |
| 2007      | David Marrero Albert Portas            | Alessandro Motti Simone Vagnozzi        | 6–4, 6–4              |
| 2006      | Santiago Ventura Fernando Vicente      | Flavio Cipolla Alessandro Motti         | 7–6(7-2), 4–6, [10–8] |
| 2005      | Tom Vanhoudt Kristof Vliegen           | Lukáš Dlouhý Yuri Schukin               | 6–4, 5–7, 7–5         |
| 2004      | Marc López Fernando Vicente            | Jaroslav Levinský David Škoch           | 7–6(8-6), 4–6, 6–4    |
| 2003      | Sebastián Prieto Sergio Roitman        | Massimo Bertolini Giorgio Galimberti    | 6–3, 3–6, 6–3         |
| 2002      | Massimo Bertolini Cristian Brandi      | Renzo Furlan Uros Vico                  | 4–6, 6–3, 7–6(7-4)    |
| 2001      | Germán Puentes-Alcaniz Jairo Velasco   | Tomás Behrend Mikhail Youzhny           | 6–1, 1–0 retired      |
| 2000      | Petr Kovačka Pavel Kudrnáč             | Dinu-Mihai Pescariu Vincenzo Santopadre | 6–7(7-4), 6–2, 6–0    |
| 1999      | Guillermo Cañas Javier Sánchez         | Gastón Gaudio Hernán Gumy               | 4–6, 6–2, 6–2         |
| 1998      | Juan Balcells Juan-Ignacio Carrasco    | Thomas Strengberger Dušan Vemić         | 7–6(7-4), 6–3         |
| 1997      | Nuno Marques Tom Vanhoudt              | Alberto Martín Albert Portas            | 6–3, 6–4              |